# Villa Rubini
Villa Rubini, Naya, Dal Zotto, De Lord, detta "Il Galero", è una villa veneta di Asolo, in provincia di Treviso.
Si trova subito a levante del centro storico, ai piedi della Rocca.

## Storia
Il terreno fu acquistato nel 1646 dai Rubini, famiglia veneziana di origine bergamasca da poco entrata nel patriziato. Nel 1652 essi tentarono l'acquisto della Rocca per recuperare il materiale da costruzione necessario all'erezione della villa, che venne comunque ultimata nel 1691.
Il soprannome gli deriva dalla presenza di varie decorazioni in cui è riprodotto il cappello cardinalizio detto galero: si riferiscono al cardinale e vescovo di Vicenza Giambattista Rubini che qui soleva villeggiare circondandosi di personalità illustri.
Nel Settecento i Rubini lasciarono Asolo e la villa passò dapprima ai Braga, poi ai Bragadin, ai Ravagnin e ai Moretti. Nel 1870 il complesso fu acquistato dal fotografo Carlo Naya, pervenendo più tardi alla vedova e al suo secondo marito, lo scultore Antonio Dal Zotto. Giunse quindi ai Fioccone e infine degli attuali proprietari, i De Lord.

## Descrizione
Il complesso sorge lungo le pendici del monte Ricco, quindi su un terreno in forte pendio. La proprietà è delimitata a sud da un muro di contenimento in pietra con merlatura in mattoni, interrotto da un passaggio pedonale che, per mezzo di una scalinata, supera il pendio raggiungendo la casa padronale. Altri due accessi carrabili si aprono a est e a ovest, collegando la villa rispettivamente al Foresto Nuovo (la strada che conduce al centro della città) e a via Rocca (che porta al castello). Data la pendenza, l'ampio parco è terrazzato.
Come dimostrato da una mappa del 1717, allora la villa era costituita da quattro corpi separati e allineati: la casa padronale, due barchesse per lato e, più a est, l'oratorio privato. Col tempo sono state aggiunte nuove costruzioni, rendendo l'insieme molto più articolato ma anche meglio inserito nell'ambiente naturale circostante. Oggi è costituito dalla casa padronale, isolata con la serra di un solo piano addossata al lato ovest, e, sul retro a un livello superiore, da tre corpi di fabbrica - di cui quello al centro porticato - che ospitavano scuderie e stalle. Alla medesima altezza ma più a est si trova un'altra barchessa, con gli archi del portico tamponati essendo stata convertita in abitazioni. Ai piedi di quest'ultima, con la facciata prospiciente via San Martino, si colloca l'oratorio; intitolato alla Vergine, esisteva ben prima dell'arrivo dei Rinaldi che lo restaurarono dandogli linee eleganti, arricchite ulteriormente da Ida Lessiak, vedova di Naya, con l'aiuto di Dal Zotto.
Il palazzo padronale, dalle forme semplici, si innalza su tre livelli di cui l'ultimo è il sottotetto. Il fronte principale, rivolto a sud e alla strada, è simmetrico e tripartito. L'accesso avviene attraverso il portale centinato affiancato da due oculi; tali aperture sono tutte circondate da una cornice a bugne in laterizio. Lungo lo stesso asse al piano nobile si trova una trifora costituita da finestre architravate chiuse da un poggiolo in pietra con parapetto in ferro battuto. Al centro del piano superiore si apre un grande oculo orizzontale.
Lungo la linea di gronda si alternano un cornicione modanato di colore ocra (facciate nord e est) e mensoline sagomate in pietra (facciate sud e ovest). La facciata ovest si caratterizza per la presenza di due canne fumarie sporgenti che terminano con due alti comignoli cilindrici.
Gli interni sono decorati con pregevoli stucchi settecenteschi, da avvicinare a quelli di altre dimore asolane del periodo (Villa Fietta, palazzo Beltramini-Pasini, Ca' Raselli).